# Periphragella
Periphragella is een geslacht van sponsdieren uit de klasse van de Hexactinellida.

## Soorten
- Periphragella antarctica Janussen, Tabachnick & Tendal, 2004
- Periphragella challengeri Ijima, 1927
- Periphragella elisae Marshall, 1875
- Periphragella irregularis Ijima, 1927
- Periphragella lusitanica Topsent, 1890
- Periphragella parva Ijima, 1927